# Grube Neue Hoffnung (Siegerland)
Neue Hoffnung war eine Erzgrube zwischen Wilnsdorf und Wilgersdorf in der Gemarkung von Wilgersdorf im südlichen Siegerland. Abgebaut wurden neben Spateisenstein auch Zink-, Blei- und Silberfahlerze.

## Geschichte
Am 15. April 1882 fand die Fundusbesichtigung statt, welche den Wilgersdorfer Mutern Johannes Heinrich Grisse und Johannes Pistor auf Blei-, Kupfer- und Zinkerze anerkannt wurde. Am 11. Mai 1882 hatte der Kaufmann Carl Plate aus Eiserfeld in der Mutung Victoria die Rechte zur Gewinnung der gleichen Erze erhalten. Da Herr Plate erklärte, dass die Muter Grisse und Pistor ebenfalls an der Mutung Victoria beteiligt wären, wurden beide Mutungen als Einheit gewertet und man einigte sich auf den Namen Neue Hoffnung. Da ein Herr Heusler gegen die Verleihung (erfolglos) Einspruch einlegte, wurde die Verleihungsurkunde erst am 22. Januar 1883 ausgestellt. Da direkt ein abbauwürdiger Erzgang gefunden wurde, konnte zügig mit dem Abbau begonnen werden. Eine Fördermaschine wurde installiert und ein Scheide- und Zechenhaus errichtet.
Der erste Schacht der Grube hatte eine Teufe von 178 m und wurde ab 1882 abgeteuft. 1885 erreichte er eine Teufe von 50 m. Im August 1981 wurde er abgedeckt. Im Jahr 1900 wurde der zweite Schacht der Grube, 250 m vom ersten Schacht entfernt, angelegt. Er hatte eine Größe von 2 × 3 m, eine Teufe von 440 m und wurde nach der Grubenstilllegung verfüllt. Ausgestattet wurde er mit einer Dampfkesselanlage, einer Förder- und einer Wasserhaltungsmaschine. 1885 wurden 830 t Bleiglanz und 252 t Zinkblende, aber kein Eisenerz gefördert. Ein Gangmittel der Grube war 0,1–1 m mächtig und enthielt Blei-, Zink- und Fahlerze.
Die Grube wurde durch den Zukauf und weitere Mutungen und Verleihungen wesentlich vergrößert. Vermutlich hatte man sich bei der rasanten Entwicklung doch etwas verrechnet, denn im Jahr 1897 wurde eine neue Gewerkschaft nebst Vorstand gegründet und an Stelle von bekannten lokalen Namen tauchten nun im Vorstand folgende Personen auf: August Becker (Justiziar aus Düsseldorf), Leo Hanau (Bankier aus Düsseldorf), Henri Smits (Bergingenieur aus Düsseldorf), Wilhelm Liebrich (Direktor aus Oberhausen) und Carl Hahn (Bankier aus Bonn). Verwalter der Grube wurde der bisherige Obersteiger Christian Zöller; E. Forneberg wurde dessen Vertreter.
In den Jahren 1898 und 1899 wurde unter anderen die Aufbereitung nochmals erweitert, ein Beamtenwohnhaus (heute Schwesternerholungsheim) errichtet und eine Dynamomaschine aufgestellt. Diese elektrische Anlage erzeugte Licht für die gesamten Tagesanlage, Halden, den Zimmerplatz und die Füllorte sämtlicher Sohlen in der Grube und sollte auch die elektrischen Bohrmaschinen versorgen. Der Abbau der Erze erfolgte schon zu diesem Zeitpunkt von der 300-m-Sohle, aber es mussten bereits erhebliche Instandsetzungsarbeiten ausgeführt werden. Unter anderem mussten im Schacht I fehlerhafte Stellen von der 100-m-Sohle bis zu Tage teilweise vollständig erneuert oder repariert werden. Im Fahrschacht (Schacht II) wurden die Fahrten (Leitern) vollständig erneuert und die Fördermaschine erhielt ein neues Seil. Bedingt durch die vielen Instandsetzungs- und Reparaturarbeiten und der daraus resultierenden stockenden Förderung war ein kontinuierlicher Ablauf der Aufbereitungsanlage nicht gegeben. So wurden die geförderten Erze zunächst auf Halde gelagert und bei genügender Menge der Aufbereitung zugeführt, was dreimal 1890 geschah.
Am 5. Februar 1900 wurde im Hotel Monopol in Düsseldorf die Konsolidierung der Gruben Neuer Hoffnung und Landeskrone beschlossen und am 28. Dezember 1900 vorgenommen.
Durch die Konsolidierung entstand ein großes Grubenfeld, welches sich vom obersten Hundsberg über das Heckenbachtal bis unterhalb des Landeskroner Weihers erstreckte. Die Gewerkschaft des konsolidierten Bergwerks wurde in 1.000 Kuxe eingeteilt, von denen jeweils 500 auf die Gewerkschaft Neue Hoffnung und Landeskrone entfielen. Beide Gruben stellten aber nach wie vor getrennte Betriebspläne auf, und auch die Betriebsberichte erschienen in getrennter Ausführung. Während sich Gustav Brockhaus für die Grube Landeskrone verantwortlich zeigte, war es für die Grube Neue Hoffnung deren Verwalter Christian Zöller.
Vermutlich wurden in den vorhergehenden Jahren erforderlich Wartungs- und Instandhaltungsaufgaben vernachlässigt, denn der zuständige Revierbeamte vom Bergamt stellte bei einer Befahrung unter anderem fest, dass der Förderschacht (Schacht II) sich in einem sehr schlechten Zustand befindet und verbot umgehend die gesamte Förderung. Dies hatte zur Folge, dass Bergleute weder ein noch ausfahren konnten und auch das gewonnene Erz aus den tieferen Sohlen nicht mehr zur Aufbereitung gelangen konnte, denn der Schacht I endete auf der 160-m-Sohle und von hier gelangt man zum Schacht II, um die tieferen Sohlen zu erreichen. Daher konnte nun nur noch wenig Erz auf den oberen Sohlen gefördert werden, und die Grube musste 1901 Konkurs anmelden. Zu diesem Zeitpunkt arbeiteten 174 Arbeiter auf der Grube und es wurden 478 t Bleierz und 800 t Zinkblende gefördert.
Bei der am 31. Mai 1902 stattfindenden Versteigerung erwarben Fritz Küper aus Köln in Gemeinschaft mit Karl Bender aus Freusburger Mühle, sowie August Becker jun. aus Rohrbach bei St. Ingbert die Grube zu einem Preis von 161.000 Mark. Diesem Verkauf stimmten die Gläubiger in einer Versammlung am 11. Juli 1902 zu. Der Schacht II wurde gesümpft, die bis zur 160-m-Sohle stehenden Wasser abgepumpt um die Arbeiten auf der 120-m-Sohle, der 160-m-Sohle und später der 220-m-Sohle wieder aufzunehmen. Auf diesen Sohlen wurden die Erzmittel der Gruben Bruno, Heckenbach und Neu Jerusalem in Angriff genommen. Gefördert wurden mit 85 Arbeitern wieder 594 t Bleierz und 70 t Zinkblende. Beschäftigt wurden in den Jahren 1902 bis 1910 immer zwischen 140 und 190 Arbeiter, und die Erzförderung verzeichnete nach anfänglichen Schwierigkeiten wieder einen positiven Trend.
Auf der Grube Landeskrone konnten keine positiven Entwicklungen vorangebracht werden, und so war die neue Gewerkschaft nicht bereit, diesen 'Klotz am Bein' weiter mitzutragen. Am 18. Januar 1909 wurde daher beschlossen, eine reale Feldesteilung vorzunehmen. Aus der Grube Neue Hoffnung – Landeskrone wurden nun die beiden Gruben Neue Hoffnung – Heckenbach und Alte Landeskrone.
Mit größerer Tiefe nahmen auf der Neuen Hoffnung die Erzmittel ab, so dass der Gang nur noch in geringer Mächtigkeit vorhanden und auf der 440-m-Sohle nahezu gänzlich verschwunden war.
1910 förderten noch 179 Beschäftigte 505 t Bleierz und 1.1612 t Zinkblende, sowie 574 t Spateisenstein. Diese Förderung konnte in den folgenden beiden Jahren in etwa beibehalten werden.
Am 14. Februar 1913 wurde aufgrund Erschöpfung der Erzmittel beschlossen, den Betrieb stillzulegen und die Betriebsanlagen abzubauen und zu verkaufen.
Im Betriebsbericht von 1913 wird geschildert, dass auf der 440-m-Sohle die besten Erzreste noch abgebaut und Pumpen, Rohre und Schienen demontiert und zu Tage gebracht wurden. Damit die Belegschaft nach und nach entlassen werden konnte, wurde immer nur auf einer Sohle der Betrieb eingestellt und auf den höheren Sohlen noch solange Erz und Eisenstein abgebaut, bis das Wasser diese erreichte. Anfang Mai war das Wasser bis zur 220-m-Sohle gestiegen, und die Aufbereitung wurde nun ebenfalls stillgelegt. Dann wurden noch aus beiden Schächten Pumpen und Rohre ausgebaut und beide Schächte unterhalb der Hängebänke durch starke T-Träger und armierte Betondecken verschlossen.
Das Gesenk in dem vor einigen Jahren erschlossenen Bleierzmittel wurde noch um 20 m weiter bis 56 m Teufe niedergebracht und hier ca. 20 m lang in der Gangspalte aufgefahren ohne Erz anzutreffen. Es wurde dann in der Gangspalte ein Überbruch bis zur 36-m-Gesenksohle aufgehauen, und es stellte sich heraus, dass die schönen Erze der 36-m-Gesenksohle noch 7 m niedersetzten. Dieser Eckpfeiler an Bleierzmitteln wurde abgebaut und anschließend sämtliche Grubenarbeiten eingestellt.
Bis zum Ende des Jahres 1913 wurden die Tagesanlagen bis auf das Aufbereitungsgebäude, die elektrische Zentrale, die beiden Wohnhäuser und das eiserne Fördergerüst abgebrochen. Die Förderung im letzten Betriebsjahr betrug 3.639 Wagen (= 2.183,4 t) Erzhaufwerk, aus denen 102 t Bleierz, 167 t Zinkblende gewonnen wurden, was einem Ausbringen von 12,35 % entspricht. An Spateisenstein wurden noch 3.125 t gefördert und daraus 2.404 t Rost produziert und zum Versand gebracht. Die Belegschaft betrug im Jahresdurchschnitt 45 Personen und am Jahresabschluss noch 2 Mann.
Insgesamt wurden 68.222 t Eisenerz gefördert. Bis zu 300 Belegschaftsmitglieder zählte die Grube.
Im Dezember 2004 traten auf dem ehemaligen Grubengelände Tagesbrüche auf. Das Gelände weist eine große Halde auf, seit längerem steht es unter Naturschutz.

### Konsolidationsgruben
Neben der größten Konsolidationsgrube Landeskrone in Wilden, die bis 1901 bestand, gab es noch weitere Konsolidationen:
- Bismarck
- Brassert
- Graf Häseler
- Zufälligglück
- Adelgunde
- Neues Jerusalem; verliehen 1806, wurde im selben Jahr ein Tiefer Stollen angehauen, der nach 337 m in 42 m Teufe das Gangmittel erreichte und um 1850 wieder aufgefahren wurde. Um 1855 wurde die Erzförderung eingestellt. 1882 konsolidierte Neues Jerusalem mit der Grube Neue Hoffnung. 1912 wurde die Grube geschlossen. Das Gangmittel war 42 m lang und 0,3–0,6 m mächtig.
- Viktoria; die Grube wurde ebenfalls 1882 angelegt. Der Alte Schacht wurde 1883 angelegt und hatte eine Teufe von 170 m. Bis 1885 wurden 830 t Bleierze und 252 t Zinkerze gefördert, Erzgänge waren Rebhuhn, Birkhuhn, Anton, Silberquelle und Concordia. Die 0,1–1 m mächtigen Gangmittel führten neben Brauneisenerz, Siderit, Kupferkies, Zink- und Bleierz teils auch Schwerspat und Nickelerze.
- Jerusalem

### Erzgehalt
Die Bleierze der Gruben hatten einen Bleigehalt zwischen 60 und 70 %.
30 bis 40 Gramm Silber wurden aus 100 kg Bleierz erbeutet.

### Förderung
Die Förderung der Grube aufsummiert über die Jahre beträgt 14.561 t Bleierz, 33.600 t Zinkblende und 12.793 t Spateisenstein. An weiteren Erzen wurden 632 t gefördert. Rechnet man die Förderung der Grube Landeskrone aus den Jahren 1900 und 1901 während der Konsolidierung hinzu und nimmt für die Jahre, deren Förderzahlen unbekannt sind, einen Jahresdurchschnittswert an, so dürfte die als realistisch zu betrachtende Gesamtfördermenge bei ca. 68.000 t liegen.

### Belegschaftszahlen
Die Anzahl der Beschäftigten stieg bis 1900 stetig auf 255 an (310 mit Landeskrone), sank dann etwas und schwankte bis zum Ende des Betriebs 1913 zwischen 160 und 190.
| Jahr | Männer | Jugendliche | Frauen | Gesamt |
| ---- | ------ | ----------- | ------ | ------ |
| 1886 | 81     | 35          | 7      | 123    |
| 1887 | 97     | 10          | 6      | 113    |
| 1888 | 98     | 20          | 4      | 122    |
| 1889 | 100    | 20          | 4      | 124    |
| 1890 | 86     | 35          | 9      | 130    |
| 1891 | 118    | 30          | 5      | 153    |
| 1892 | 119    | 23          | 7      | 149    |
| 1893 | 114    | 19          | 8      | 141    |
| 1894 | 107    | 12          | 6      | 125    |
| 1895 | 111    | 10          | 3      | 124    |
| 1896 | 127    | 24          | 5      | 156    |
| 1897 | 134    | 28          | 5      | 167    |
| 1898 | 162    | 29          | 2      | 193    |
| 1899 | 206    | 32          | 0      | 238    |
| 1900 | 225    | 24          | 6      | 255    |
| 1901 | 148    | 21          | 5      | 174    |
| 1902 | 72     | 10          | 3      | 85     |
| 1903 | 120    | 11          | 3      | 134    |
| 1904 | 127    | 11          | 4      | 152    |
| 1905 | 132    | 12          | 5      | 149    |
| 1906 | 148    | 14          | 3      | 165    |
| 1907 | 168    | 17          | 6      | 191    |
| 1908 | 168    | 17          | 5      | 190    |
| 1909 | 164    | 19          | 7      | 190    |
| 1910 | 146    | 23          | 10     | 179    |
| 1911 | 134    | 24          | 7      | 165    |
| 1912 | 141    | 14          | 6      | 161    |
| 1913 | 45 (2) |             |        |        |